# Tullio Serafin
Tullio Serafin (Rottanova di Cavarzere, 1º settembre 1878 – Roma, 3 febbraio 1968) è stato un direttore d'orchestra italiano, fra i più celebri del suo tempo.

## Biografia
Nacque a Rottanova di Cavarzere (Venezia) e a 11 anni si trasferì a Milano, dove completò gli studi di composizione al conservatorio e  suonò la viola nell'orchestra del Teatro alla Scala diretta da Arturo Toscanini, divenendone poi il vice. A meno di vent'anni debuttò come direttore ne L'elisir d'amore con lo pseudonimo di Alfio Sulterni (anagramma di Tullio Serafin). Quando Toscanini decise di trasferirsi a New York, prese il suo posto come direttore musicale della Scala. Mantenne questo incarico dal 1909 al 1918, con un intervallo fra il 1914 e il 1917 durante la prima guerra mondiale. Tornò poi brevemente dal 1946 al 1947. 
Successivamente entrò nello staff del teatro Metropolitan di New York nel 1924 e vi rimase per oltre dieci anni e 683 rappresentazioni, dopo di che venne nominato Direttore artistico del Teatro dell'Opera di Roma. Nel corso della sua lunga carriera incise con cantanti lirici di successo come Rosa Ponselle e Joan Sutherland e con le stesse Maria Callas e Renata Tebaldi. Diresse l'orchestra dell'Opera di Roma nell'incisione dell'Otello con il tenore Jon Vickers nel 1960. Lavorò spesso con la coppia di cantanti lirici Ernesto Dominici (con il quale mantenne sempre rapporti di profonda amicizia, recandosi più volte nella sua abitazione di Torino e in quella di Roma) e Beniamino Gigli. Serafin ampliò sempre il suo repertorio dirigendo le prime rappresentazioni di opere di compositori contemporanei come Alban Berg, Paul Dukas, e Benjamin Britten.  
Il maestro Serafin è stato molto apprezzato a Buenos Aires. Durante 9 stagioni al Teatro Colón tra il 1914 e il 1951, diresse 368 spettacoli d'opera di 63 opere diverse. Ciò incluse molte opere raramente eseguite da compositori come Alfano, Catalani, Giordano, Massenet, Montemezzi, Pacini, Monteverdi, Pizzetti, Respighi, Rimsky Korsakov e Zandonai.
Diresse anche nuove opere di importanti compositori italiani e statunitensi come Franco Alfano, Italo Montemezzi, Deems Taylor e Howard Hanson; nel 1913 diresse la prima rappresentazione di un'opera all'Arena di Verona (Aida, per il centenario della nascita di Giuseppe Verdi).

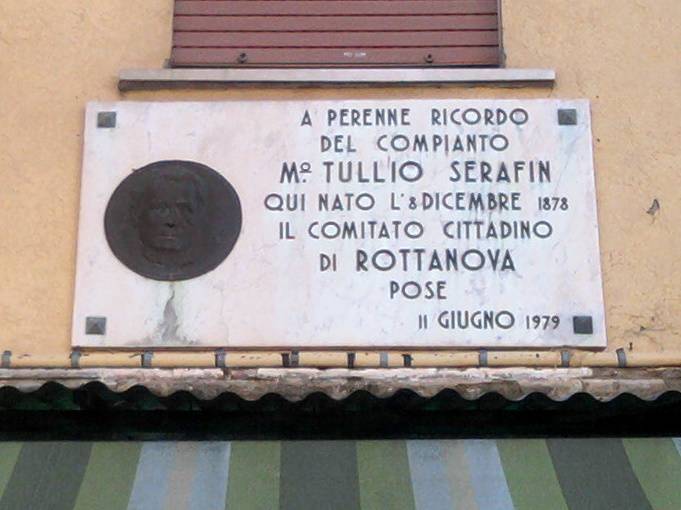
Lapide commemorativa dedicata al Maestro Tullio Serafin posta su un edificio di Rottanova, frazione di Cavarzere.

Nella sua lunga carriera Tullio Serafin sviluppò un vastissimo repertorio operistico, comprendente 243 opere liriche, spaziando da Bellini, Rossini e Donizetti fino a compositori del XX secolo; si dedicò solo poche volte al repertorio sinfonico strumentale, effettuando comunque delle pregevoli esecuzioni. Egli godette anche della reputazione di talent scout delle più giovani e promettenti voci della lirica del tempo. La sua maggiore scoperta fu senz'altro quella della cantante greca Maria Callas, sebbene amasse ripetere che gli unici fuoriclasse che avesse conosciuto erano Rosa Ponselle, Enrico Caruso e Titta Ruffo. 
Fu Serafin a riportare alla luce, nel XX secolo, un'opera come la Norma, di Vincenzo Bellini, dopo averla fatta studiare per due anni a Rosa Ponselle.
Molte delle opere da lui dirette sono state trasmesse alla radio nell'epoca d'oro di questo media - gli anni trenta e quaranta - e il suo impegno in questo senso è testimoniato dalla partecipazione, come interprete di se stesso, nel film del 1940 diretto da Giacomo Gentilomo e dedicato alla EIAR Ecco la radio!.
Rimase un suo merito particolare e perfino un atto di coraggio culturale la rappresentazione del Wozzeck di Alban Berg, diretto da lui per la prima volta in Italia, a Roma, nel 1942. 
Dopo una lunghissima carriera, durata ben sei decenni (diresse sia Enrico Caruso sia Luciano Pavarotti), morì a Roma nel 1968.
Nel 2018 in occasione dei 50 anni dalla morte (1968-2018) l'Archivio storico Tullio Serafin che conserva l'eredità lasciata dal Maestro, ha invitato i maggiori teatri al Mondo in cui diresse a dedicare un omaggio alla sua memoria.

## Vita privata
Serafin si sposò con la cantante lirica Elena Rakowska, morta a Roma nel 1964. I due ebbero una figlia Vittoria Serafin (1916 - 1985). 
I resti di Serafin, della moglie e della figlia, riposano nel cimitero di Rottanova di Cavarzere.

## CD parziale
- Bellini, Norma - Maria Callas/Franco Corelli/Coro E Orchestra Del Teatro alla Scala/Christa Ludwig/Tullio Serafin/Nicola Zaccaria, EMI
- Bellini, I Puritani - Maria Callas/Giuseppe di Stefano/Tullio Serafin, 1953 EMI
- Donizetti, Lucia di Lammermoor - Coro del Maggio Musicale Fiorentino/Giuseppe di Stefano/Maria Callas/Orchestra del Maggio Musicale Fiorentino/Tito Gobbi/Tullio Serafin, 1954 EMI
- Puccini, La Bohème - Serafin/Tebaldi/Bergonzi/Bastianinni/Siepi, 1959 Decca
- Puccini, Madama Butterfly - Serafin/Tebaldi/Bergonzi/Cossotto/Sordello, 1958 Decca
- Puccini, Manon Lescaut - Maria Callas/Franco Calabrese/Coro del Teatro alla Scala di Milano/Fiorenza Cossotto/Giuseppe di Stefano/Giulio Fioravanti/Dino Formichini/Carlo Forti/Giuseppe Morresi/Orchestra del Teatro alla Scala Di Milano/Franco Ricciardi/Tullio Serafin/Vito Tatone/Franco Ventriglia, 1959 Warner/EMI
- Puccini, Arias - Maria Callas/Philharmonia Orchestra/Tullio Serafin, EMI
- Verdi, Il Trovatore - Orchestra del Teatro alla Scala di Milano/Tullio Serafin/Antonietta Stella/Ettore Bastianini/Carlo Bergonzi/Fiorenza Cossotto, Deutsche Grammophon
- Verdi, Rigoletto - Maria Callas/Tito Gobbi/Orchestra Del Teatro alla Scala Di Milano/Tullio Serafin, 1956 Warner/EMI
- Verdi, La forza del destino - Tullio Serafin/Maria Callas/Richard Tucker, EMI
- Verdi, Aida - Tullio Serafin/Beniamino Gigli/Maria Caniglia/Ebe Stignani/Italo Tajo, EMI
- Verdi, La Traviata - Victoria De Los Angeles/Orchestra del Teatro dell'Opera di Roma/Tullio Serafin, 1960 EMI
- Verdi, Requiem - Tullio Serafin/Beniamino Gigli/Ebe Stignani, EMI
- Callas, Lyric and Coloratura Arias - Maria Callas/Philharmonia Orchestra/Tullio Serafin, EMI
- Callas at la Scala - Coro del Teatro alla Scala di Milano/Maria Callas/Orchestra del Teatro alla Scala di Milano/Tullio Serafin, EMI
- Callas: I Pagliacci, Cavalleria - Mascagni & Leoncavallo - Anna Maria Canali/Coro del Teatro alla Scala di Milano/Ebe Ticozzi/Giuseppe di Stefano/Maria Callas/Nicola Monti/Orchestra del Teatro alla Scala di Milano/Rolando Panerai/Tito Gobbi/Tullio Serafin, Warner